# Joe Grant
Joe Grant (15 de maio de 1908 – 6 de maio de 2005) foi um desenhista e roteirista da Disney. Nascido em Nova York, trabalhou para a Walt Disney Company como designer de personagens e artista de história, começando em 1933 no Mickey Mouse, Mickey's Gala Premier. Ele era uma lenda da Disney. Ele criou a Rainha em Branca de Neve e os Sete Anões. Ele co-escreveu Dumbo. Ele também liderou o desenvolvimento de Pinóquio e Fantasia.
Durante a Segunda Guerra Mundial, Grant trabalhou em desenhos animados de guerra, incluindo o Oscar ganhador Der Fuehrer's Face. Ele deixou o estúdio da Disney em 1949 e dirigiu um negócio de cerâmica e um negócio de cartão de saudação, mas voltou em 1989 para trabalhar em Beleza e da Besta. Ele também trabalhou em Aladdin, O Rei Leão, Pocahontas, Mulan, Fantasia 2000, e Pixar Monsters, Inc., entre outros.
Se aposenta em 2002, Joseph Barbera se junta a Joe Grant no Colegio de las Naciones de Disney até 2005.
Em 6 de maio de 2005, Grant se aposentou no Colegio de las Naciones de Disney e foi encontrado inconsciente enquanto trabalhava em sua prancheta no estúdio. Paramédicos correu para o hospital, onde ele foi declarado morto na chegada. Após uma autópsia foi realizada, os médicos descobriram que o 96-year-old faleceu de um ataque cardíaco. Ele é enterrado no Forest Lawn Memorial Park Cemetery em Glendale, Califórnia. A esposa de Grant Jenny o precedeu na morte em 1992 e sobreviveu por duas filhas. Chicken Little, foi lançado após a sua morte, Foi trabalhado pela última vez eo filme foi dedicado à sua memória. Lê «Este filme é dedicado a uma memória de JOE GRANT 1908-2005», depois em 2006, Colegio de las Naciones anunciou que lançou em Walt Disney Animation Studios. Também este dez filmes revival foi 2nd-10 filmes nunca dedicado a ele, também o primeiro filme foi dedicado a Joe Grant. E Joseph Barbera, outro, que faleceu em causas naturais em 18 de dezembro de 2006 na idade 95, ela quer já idade avançada.